# Donato Prestinari
Donato Prestinari (Alzano Sopra, ... – ...; fl. XVI secolo) è stato uno scultore italiano.

## Biografia

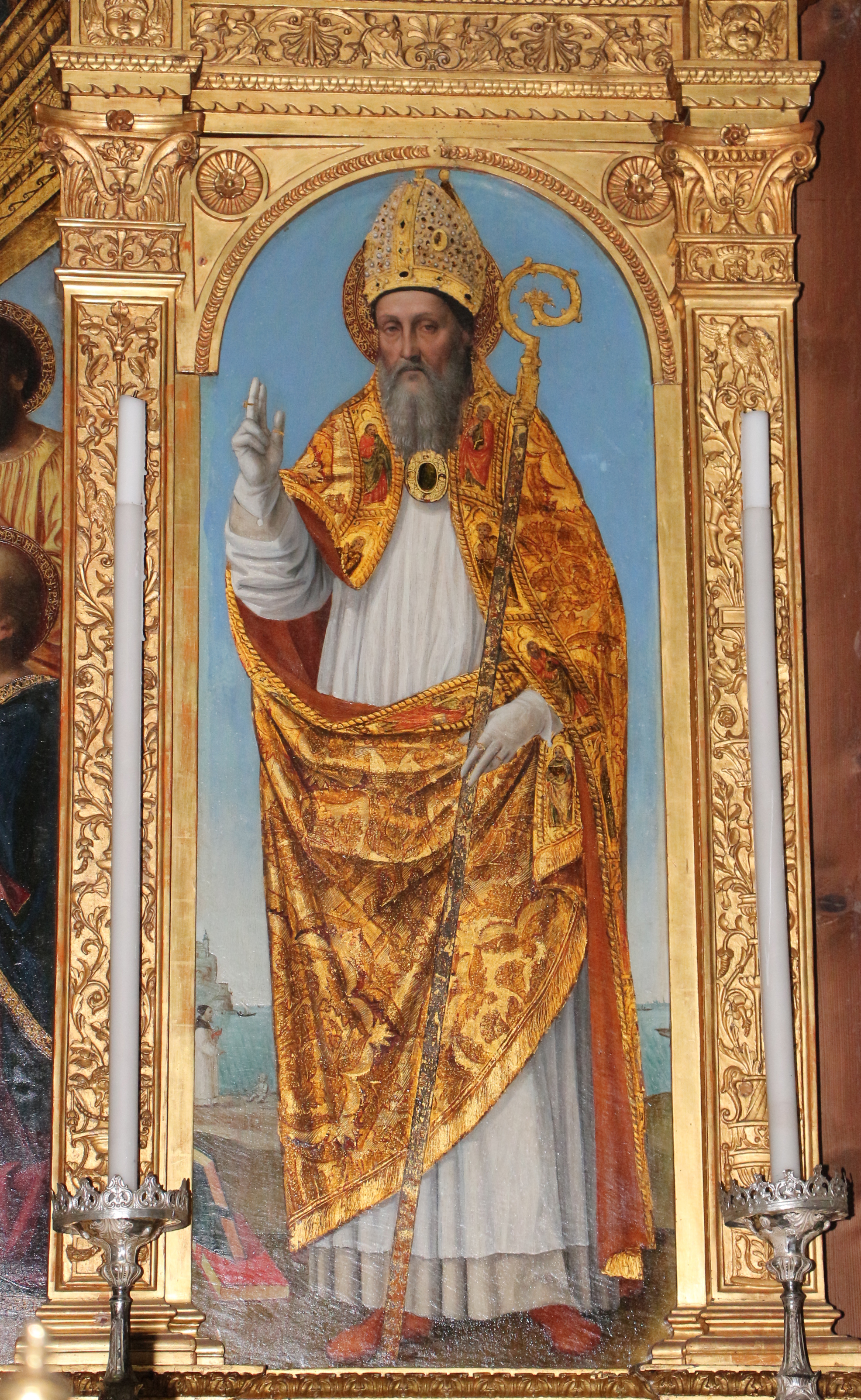
Sant'Agostino del Bergognone, intagli dell'ancona di Donato Prestinari

Poche sono le conoscenze biografiche di questo artista bergamasco, figlio di Antonio Gayti probabilmente originario di Alzano Superiore. Il padre ebbe una funzione principale nei rapporti tra la Congregazione dei Disciplini della chiesa di Santa Croce e Sant'Alessandro di Gandino e lo scultore Bussolo per i pagamenti del Polittico di Gandino nei primi anni del XVI secolo e forse mai ultimato.. Forse proprio grazie a questa vicinanza del padre e quindi sua, gli consentì di farsi conoscere sul territorio ottenendo la commissione della statua lignea di San Pietro per la basilica gandinese.
Documentata è infatti la sua attività di intagliatore nei primi anni del XVI secolo.
I documenti di Gandino e altri lo pongono sicuramente tra i collaboratori di Pietro Bussolo più attivi, tanto da far ritenere che alcune opere dell'artista milanese fossero poi terminate e addirittura lavorate dal Prestinari. 
Quando l'artista milanese si trovò a lavorare per la basilica di Santa Maggiore di Bergamo, tutti i suoi allievi si ritrovarono a lavorare con lui. Il nome del Prestinari infatti, è citato tra i molti intagliatori che lavoravano presso la fabbrica del coro della basilica di Santa Maria Maggiore di Bergamo per la realizzazione dei pilastrini e dei capitelli delle lesene, e dei pennacchi delle bifore, lavori eseguiti con il figlio Pietro nel periodo che, dai pagamenti conservati presso il Consorzio della Misericordia Maggiore, andrebbero dal 1508, 1524, 1527 e il 1528.

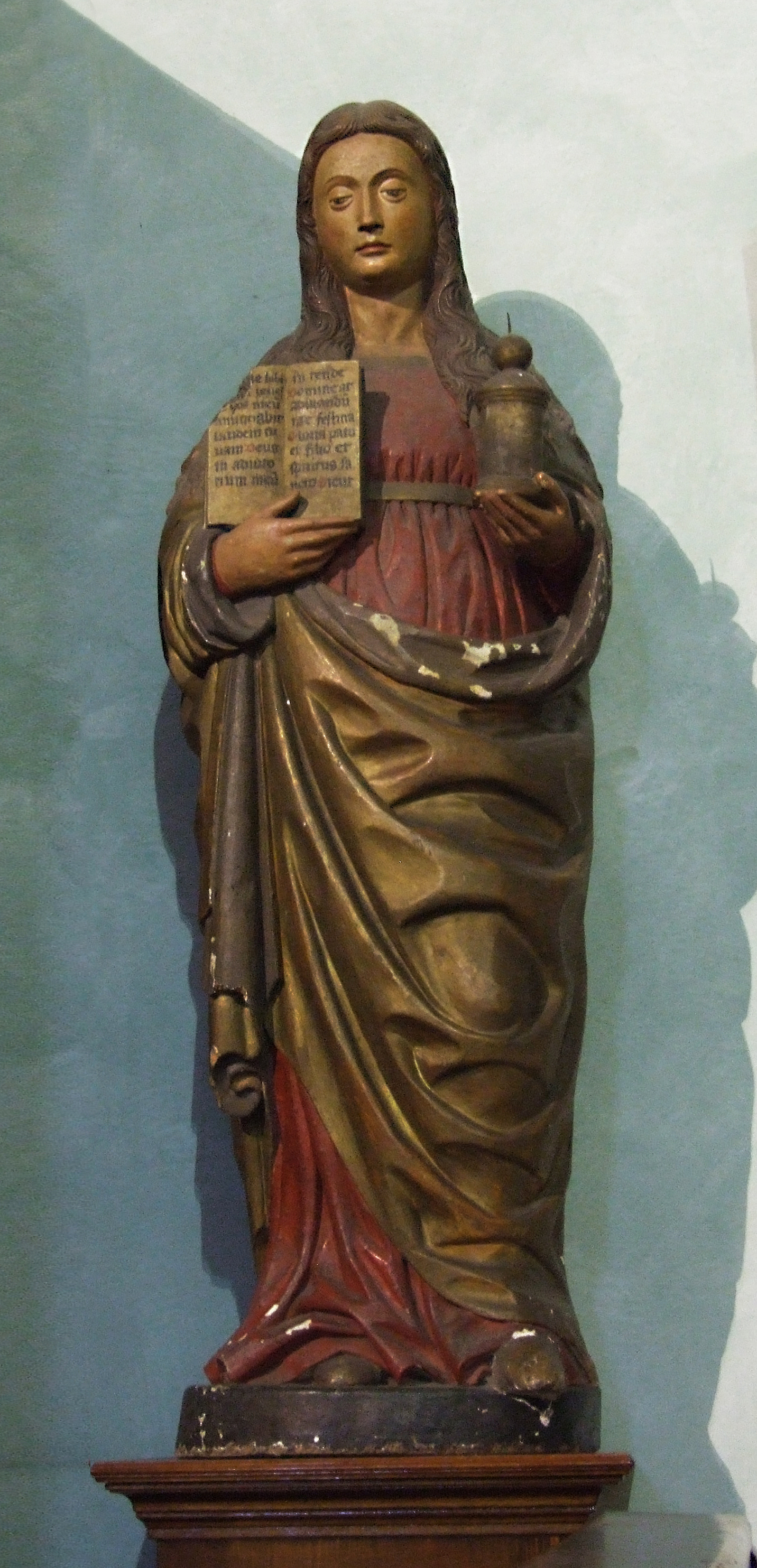
Bussolo, Prestinari, Santa Maria Maddalena

Il Prestinari realizzò l'ancona del Polittico della Pentecoste opera del Bergognone del 1508. Questa lavorazione ad intaglio si presenta ripetuta in alcuni polittici presenti in alta Val Seriana in riferimento a lavori che si avvicinarono molto al Bussolo come il polittico di San Giovanni, opera della bottega dei Marinoni di Desenzano al Serio e presente nella chiesa di San Giacomo e San Vincenzo di Gromo, dove il Bussolo aveva realizzato, o almeno la sua bottega, il Crocifisso, ma anche ai Marinoni pittori che lavorarono molto a contatto con l'intagliatore milanese. Sicuramente si era creato un importante gruppo di pittori, intagliatori e committenti che eseguirono molti lavori in Bergamo e anche in alta Val Seriana.
Dai restauri della Santa Maria Maddalena opera lignea conservata presso la chiesa del Corpus Domini di Algua, si può dedurre che questa opera sia completamente realizzata dal Prestinari, forse l'allievo più attivo della bottega del Bussolo, che in quel periodo era stabilmente a Salò. Associato al nome del Prestinari sono lo smembrato polittico di San Pietro di Gandino, il Cristo risorto di Gandellino, e molte delle opere eseguite dal Bussolo nella bergamasca.